# Bostrichiformia
Bostrichiformia je infrařád všežravých brouků.
Obsahuje dvě nadčeledi, Derodontoidea a Bostrichoidea, ve kterých jsou Dermestidae, Anobiidae, Bostrichidae a další čeledi.